# Дітріх фон Мюллер
Дітріх фон Мюллер (нім. Dietrich von Müller; нар. 16 вересня 1891, Мальхов, Мекленбург — пом. 3 січня 1961, Гамбург) — німецький воєначальник часів Третього Рейху, генерал-лейтенант (1945) Вермахту. Один з 160 кавалерів Лицарського хреста з Дубовим листям та мечами (1945).

## Біографія
1 жовтня 1910 року поступив добровольцем в 3-й єгерський батальйон. В 1911 році демобілізований, працював у сільському господарстві. З 6 червня 1913 року — лейтенант штабу інспекції ландверу в Берліні. З початком Першої світової війни призваний в свій полк. Останні роки війни служив у штабі інспекції ландверу в Берліні. 1 квітня 1920 року демобілізований.
1 січня 1934 року поступив на службу в 5-й піхотний полк. З 1 січня 1939 року — командир 2-го батальйону свого полку. Учасник Польської і Французької кампаній. З 20 серпня 1940 року — командир 5-го запасного піхотного полку. Учасник німецько-радянської війни. З 5 вересня 1941 року — командир 5-го стрілецького (з 10 липня 1942 року — моторизованого) полку 12-ї танкової дивізії. Відзначився в боях біля Болхова.
В серпні 1943 року очолив тактичні навчальні курси 2-го танкового училища в Крампніці, потім переведений в офіцерське училище в Парижі і, нарешті, в штаб інспекції танкових військ. З 14 серпня 1944 року — командир 16-ї танкової дивізії. В січні 1945 року відзначився при обороні передміських укріплень біля Баранова, а потім з запеклими боями відступив до Ніди, втративши майже всю техніку. Разом із дивізією відступив на територію Чехословаччини.
19 квітня 1945 року схоплений чеськими партизанами і згодом переданий радянській владі. Утримувався в різних таборах і в'язницях в Естонії. 10 березня 1950 року воєнним трибуналом військ МВС ЕРСР засуджений до 25 років ув'язнення у виправно-трудових таборах. 7 жовтня 1955 року переданий владі ФРН і звільнений.

## Нагороди
Військова кар'єра
- 1 жовтня 1910 — волонтер
- 1911 — фенрих
- 6 червня 1913 — лейтенант
- ? — обер-лейтенант

- 1 січня 1934 — гауптман
- ? — майор
- 1 квітня 1941 — оберст-лейтенант
- 1 квітня 1942 — оберст
- 9 листопада 1944 — генерал-майор
- 20 квітня 1945 — генерал-лейтенант

- Залізний хрест
  - 2-го класу (2 жовтня 1914)
  - 1-го класу (19 серпня 1916)
- Почесний хрест ветерана війни з мечами
- Медаль «За вислугу років у Вермахті» 4-го, 3-го і 2-го класу (18 років)
- Застібка до Залізного хреста
  - 2-го класу (2 жовтня 1914)
  - 1-го класу (19 серпня 1916)
- Нагрудний знак «За танкову атаку» в сріблі
- Нагрудний знак «За поранення» в чорному
- Німецький хрест в золоті (21 лютого 1942)
- Лицарський хрест Залізного хреста з дубовим листям і мечами
  - лицарський хрест (3 травня 1942)
  - дубове листя (№ 272; 16 серпня 1943)
  - мечі (№ 134; 20 лютого 1945)
- Медаль «За зимову кампанію на Сході 1941/42»